# Triglyphus fulvicornis
Triglyphus fulvicornis är en tvåvingeart som beskrevs av Jacques-Marie-Frangile Bigot 1884. Triglyphus fulvicornis ingår i släktet gallblomflugor, och familjen blomflugor. Inga underarter finns listade i Catalogue of Life.